# 台南寺
台南寺是台灣台南市曾經存在的曹洞宗佛寺，正式名稱是台南禪寺。日治時代創建，開山（初代住持）為佐佐木珍龍，戰後廢寺。

## 歷史
明治28年（1895年），曹洞宗創建台南布教所，開山之地為台町。清水機雄擔任第七代住持之時（1923年至1934年），昭和5年（1930年），移轉至塩埕:81。昭和10年（1935年）獲認可改名「台南禪寺」:78。戰後廢寺。

## 脚注
1. 1 2  闞正宗.  (PDF). 古今論衡 (中央研究院歷史語言研究所). 2002-06-01, (8) （日语）.